# 芮吉娜·馬斯里
芮吉娜·馬斯里（1940年—），印尼已退役女子羽球運動員。
在1972年的優霸盃決賽中，印尼隊以1-6輸給日本隊。芮吉娜與茵坦·努特加亞一起上場兩點，先是以5:15、15:11、7:15輸給竹中悅子、相澤マチ子組合，隨後又以8:15、8:15輸給中山紀子、湯木博惠組合。
在1975年的優霸盃決賽中，印尼隊再次與日本隊相遇，並以5:2的比分首次獲勝。芮吉娜與米納妮一起出賽兩點均獲勝，對手分別是竹中悅子、相澤マチ子組合，以及湯木博惠、池田美加組合。
在1978年的優霸盃決賽中，日本隊以5:2的比分擊敗了印尼隊。這次芮吉娜與特蕾西婭·維迪阿斯土蒂一起出賽兩點均輸球，對日分別是高田幹子、德田敦子組合，以及中山紀子、植野惠美子組合。
她在1974年首次在亞運會上與紀明發搭檔混合雙打。1976年，她與特蕾西婭·維迪阿斯土蒂一起成為亞洲羽球錦標賽女子雙打冠軍。